# Weiherhaus (Fürstenfeldbruck)

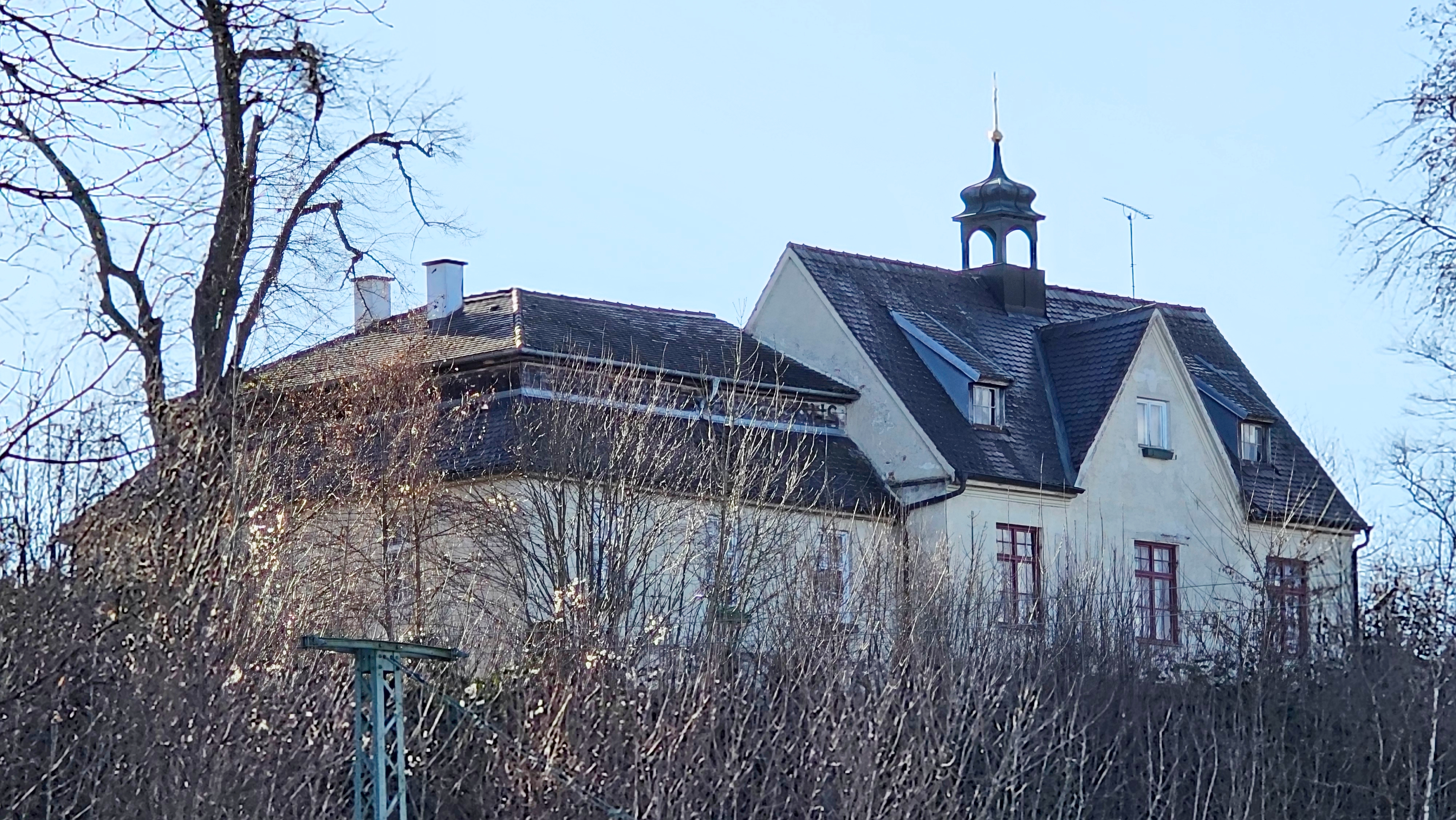
Villa Weiherhaus 6 (vom Busbahnhof Fürstenfeldbruck aus)

Weiherhaus ist ein Stadtteil der Großen Kreisstadt Fürstenfeldbruck im oberbayerischen Landkreis Fürstenfeldbruck (Bayern). 

## Lage
Der Weiler liegt direkt südlich des Bahnhofs Fürstenfeldbruck.